# Dynodorcus curvidens curvidens
Dynodorcus curvidens curvidens es una especie de coleóptero de la familia Lucanidae.

## Distribución geográfica
Habita en Asia.